# MSS-1.2
MSS 1.2 - бразильский противотанковый ракетный комплекс с лазерным наведением, используемый для ведения боя на ближней дистанции. Это стандартный ПТРК бразильской армии и морской пехоты. MSS 1.2 имеет дальность стрельбы от 500 до 3000 м и может использоваться против танков, боевых бронированных машин, пехоты, бункеров, небольших зданий, катеров, самолётов и вертолётов. Первоначально эта ракета была разработана совместно компаниями OTO Melara в Италии и Engesa в Бразилии как ракета Anticarro della Fanteria (MAF), причём разработка началась в 1985 году. Позже MAF был переименован в Leo в честь министра обороны Леонидаса Гонсалвеса, но это название также уступило место более позднему обозначению, нынешнему MSS 1.2. После того, как Engesa обанкротилась в 1993 году, программа была передана компании Orbita, а позже Mectron (также бразильской компании).ОТО Melara в конечном итоге передала всю программу компании Mectron, которая продолжала разрабатывать её. После 16 лет и, по крайней мере, одной серьезной модернизации MSS 1.2 был официально принят на вооружение бразильских вооружённых сил в 2009 году.
Ракета оснащена полой боеголовкой и двухступенчатой двигательной установкой. Наведение осуществляется с помощью лазера, проецируемого системой управления огнём. Аналогичная по своим характеристикам российской ПТУР 9М123 "Хризантема", она предназначена для конкуренции с другими ракетами следующего поколения. MSS-1.2 был разработан для борьбы с такими танками, как российский Т-90, американский М1 "Абрамс" и британский "Челленджер-2", но также может быть использован против низколетящих летательных аппаратов, таких как вертолёты и беспилотные летательные аппараты. В ходе испытаний, проведенных бразильской армией, он успешно пробил более шести метров бетона.

## На вооружении
Бразилия
- Сухопутные войска - 48 систем (по 12 ракет в каждой). 400 штук заказано на 2014-2017 годы.
- Морская пехота - 12 систем (по 6 ракет в каждой).